# Сулімув (Нижньосілезьке воєводство)
Сулімув (пол. Sulimów) — село в Польщі, у гміні Сехниці Вроцлавського повіту Нижньосілезького воєводства.
Населення — 217 осіб (2011).
У 1975-1998 роках село належало до Вроцлавського воєводства.

## Демографія
Демографічна структура станом на 31 березня 2011 року:
|          | Загалом | Допрацездатний вік | Працездатний вік | Постпрацездатний вік |
| -------- | ------- | ------------------ | ---------------- | -------------------- |
| Чоловіки | 108     | 21                 | 74               | 13                   |
| Жінки    | 109     | 12                 | 65               | 32                   |
| Разом    | 217     | 33                 | 139              | 45                   |